# Marcus Rantala
Marcus Sebastian Rantala, född 4 augusti 1977 i Vasa, är en finlandssvensk politiker och företagsägare. Rantala har arbetat för flera regeringar och ministrar vid Svenska folkpartiet 2001–2007, bland annat som statssekreterare för försvarsminister Carl Haglund. År 2015 övergick han till näringslivet som delägare i europeiska kommunikationsbolaget Rud Pedersen. Rantala är stadsfullmäktige i Helsingfors sedan kommunalvalet 2012.

## Bakgrund
Marcus Rantala är uppvuxen i Vasa. Han skrev studenten vid Vasa Övningsskolas gymnasium 1996. Rantala engagerade sig politiskt under skoltiden som aktiv i elevkåren i både högstadiet och gymnasiet. Rantala flyttade till Helsingfors efter studenten och blev generalsekreterare för Finlands svenska skolungdomsförbund (FSS).[källa behövs]
Militärtjänstgöringen gjorde Rantala vid Nylands Brigad i Dragsvik (Raseborg).[källa behövs] Han är översergeant i reserven.
Rantala påbörjade studier vid Åbo Akademi där han tog politices magisterexamen 2006.[källa behövs]

## Karriär
Rantala var generalsekreterare för Finlands svenska skolungdomsförbund (FSS) åren 1996–1997 och förbundsordförande för Svensk Ungdom (SU) 1998–2000. Han hade inträtt som medlem i Svensk Ungdom redan som 15-åring.[källa behövs]
Rantala fungerade från 2001 till 2007 som specialmedarbetare(fi). Först för försvarsminister Jan-Erik Enestam i Lipponens II regering och följande år som  specialmedarbetare för Svenska folkpartiets ministergrupp, vilket han fortsatte med i Jäätteenmäkis och Vanhanens I regeringar med bas i miljöministeriet. På hösten 2005 slutade han tillfälligt för att färdigställa sina studier vid Åbo Akademi och utexaminerades som politices magister i september 2006. Han fortsatte några månader som specialmedarbetare i Vanhanens II regering för kultur- och idrottsminister Stefan Wallin.[källa behövs]
Rentala verkade 2007-2009 som rektor för Solvalla idrottsinstitut i Noux, Esbo. Han blev drivande och ansvarig för stora utvecklingsprojekt bl.a. byggandet av ett nytt utbildningscampus för Solvalla och sammanslagningen av Solvalla och Norrvalla idrottsinstitut.[källa behövs]
År 2009 blev Rantala statssekreterare vid Undervisnings- och kulturministeriet.
Rantala gick över till näringslivet 2015 och har sedan det fungerat som delägare i Rud Pedersen. Rud Pedersen är konsultbyrå inom PR, strategisk kommunikation och marknadsföring med verksamhet i 13 europeiska länder.
Rantala är aktiv inom olika organisationer så som Folkhälsan, Stiftelsen Arcada och Stiftelsen för Helsingfors stadsteater.